# Коко Бич (Флорида)
Коко Бич (енгл. Cocoa Beach) град је у америчкој савезној држави Флорида. По попису становништва из 2010. у њему је живело 11.231 становника.

## Демографија
Према попису становништва из 2010. у граду је живело 11.231 становника, што је 1.251 (10,0%) становника мање него 2000. године.
| Група             | 2000.          | 2010.          |
| Белци             | 11.805 (94,6%) | 10.457 (93,1%) |
| Афроамериканци    | 78 (0,6%)      | 86 (0,8%)      |
| Азијати           | 134 (1,1%)     | 173 (1,5%)     |
| Хиспаноамериканци | 314 (2,5%)     | 354 (3,2%)     |
| Укупно            | 12.482         | 11.231         |